# Епархия Радома
 Епархия Радома  (лат. Dioecesis Radomensis) — епархия Римско-Католической церкви с центром в городе Радом, Польша. Епархия Радома входит в митрополию Ченстоховы. Кафедральным собором епархии Радома является церковь Пресвятой Девы Марии

## История
25 марта 1992 года Римский папа Иоанн Павел II издал буллу Totus tuus Poloniae populus, которой учредил епархию Радома, разделив епархию Сандомира-Радома на две различные епархии — епархию Сандомира и епархию Радома..

## Ординарии епархии
- епископ Эдвард Генрик Матерский (25.03.1992 — 28.06.1999);
- епископ Ян Храпек (28.06.1999 — 18.10.2001);
- епископ Зигмунт Зимовский (28.03.2002 — 18.04.2009);
- епископ Хенрик Мариан Томасик (16.10.2009 — по настоящее время).

## Источник
- Annuario Pontificio, Libreria Editrice Vaticana, Città del Vaticano, 2003, ISBN 88-209-7422-3
- Булла Totus Tuus Poloniae populus, AAS 84 (1992), стp. 1099  (лат.)